# Control Machete
Control Machete was een Mexicaanse hiphopgroep die gangstarap populair maakte in Mexico. De groep was afkomstig uit Monterrey, Nuevo León.

## Leden en regelmatige medewerkers
- Fermín IV (Fermín Caballero) - rapper (1996-2002)
- Pato Machete (Patricio Elizalde) - rapper (1996-2004)
- DJ Toy Selectah (Antonio Hernandez) - dj, producent (1996-2004)

## Discografie

### Albums
- Mucho Barato, 1996
- Artillería Pesada presenta, 1999
- Solo Para Fanáticos, 2002
- Uno, Dos: Bandera, 2003
- Eat, Breath & Sleep: Éxitos, 2006

- International Standard Name Identifier: 0000 0000 9487 5481
- Library of Congress Control Number: n2004070093
- MusicBrainz: 38c8254f-ceac-460d-9123-5af2d7a4fc7e
- Virtual International Authority File: 139759550